# Vladimir Lipaev
Vladimir Gheorghevici Lipaev (în rusă Владимир Георгиевич Липаев; n. 6 februarie 1959) este un diplomat rus. A fost ambasador al Rusiei în Estonia din 2021 până în 2023. Din iunie 2024 este ambasador în România.

## Biografie
A servit ca ambasador în Estonia între 2021 și 2023.
În ianuarie 2023, a fost declarat persona non grata de Guvernul Estoniei.
În iunie 2024, a fost numit ambasador în România, în locul lui Valeri Kuzmin.
La 31 decembrie 2024, a fost găsit inconștient în ambasada Rusiei la București și a fost transportat la Spitalul Floreasca.
În februarie 2025, a declarat că „Rusia nu a influențat în niciun fel alegerile prezidențiale din România, iar asta este evident pentru orice om rațional”.